# Mistrzostwa Europy w Piłce Nożnej 2000 (eliminacje)/Baraże
W barażach do Euro 2000 wzięło udział 8 zespołów z drugich miejsc w swoich grupach. Zwycięzcy każdego z dwumeczów awansowali na mistrzostwa. Mecze rozgrywano 13 i 17 listopada 1999 roku.

## Ranking drużyn z drugich miejsc
Do turnieju automatycznie zakwalifikowała się najlepsza drużyna, która zajęła drugie miejsce w grupach, a reszta dostała prawo gry w barażach. Ze względu na różną liczbę drużyn w grupach, w rankingu nie uwzględniono meczów z drużynami zajmującymi piąte i szóste miejsce w każdej grupie. W rezultacie do tabeli rankingowej zajmującej drugie miejsce wlicza się łącznie sześć meczów rozegranych przez każdą drużynę.
| Grupa | Zespół     | M | W | R | P | G+ | G- | +/- | Pkt | Drużyna z 6 i 5 miejsca |
| ----- | ---------- | - | - | - | - | -- | -- | --- | --- | ----------------------- |
| 7     | Portugalia | 6 | 4 | 1 | 1 | 11 | 3  | +7  | 13  | i                       |
| 3     | Turcja     | 6 | 4 | 1 | 1 | 12 | 5  | +7  | 13  | Mołdawia                |
| 4     | Ukraina    | 6 | 2 | 4 | 0 | 6  | 4  | +2  | 10  | i                       |
| 8     | Irlandia   | 6 | 3 | 1 | 2 | 6  | 4  | +2  | 10  | Malta                   |
| 9     | Szkocja    | 6 | 3 | 1 | 2 | 9  | 8  | +1  | 10  | i                       |
| 1     | Dania      | 6 | 2 | 2 | 2 | 6  | 5  | -1  | 8   | Białoruś                |
| 6     | Izrael     | 6 | 2 | 1 | 3 | 12 | 9  | +3  | 7   | San Marino              |
| 5     | Anglia     | 6 | 1 | 4 | 1 | 5  | 4  | +1  | 7   | Luksemburg              |
| 2     | Słowenia   | 6 | 2 | 1 | 3 | 6  | 12 | -6  | 7   | i                       |

## Dwumecze
| Drużyna 1                            | Wynik dwumeczu | Drużyna 2 | Pierwszy mecz | Drugi mecz |
| ------------------------------------ | -------------- | --------- | ------------- | ---------- |
| Szkocja                              | 1:2            | Anglia    | 0:2           | 1:0        |
| Izrael                               | 0:8            | Dania     | 0:5           | 0:3        |
| Słowenia                             | 3:2            | Ukraina   | 2:1           | 1:1        |
| Irlandia                             | 1:1 (br. wyj.) | Turcja    | 1:1           | 0:0        |
| Po lewej gospodarz pierwszego meczu. |                |           |               |            |

| 13 listopada 1999 15:00 | Szkocja | 0:2(0:2)Raport | Anglia · 21', 42' Scholes | Hampden Park, Glasgow Widzów: 50 132 Sędzia: Manuel Díaz Vega |
|                         |         |                |                           |                                                               |

| 17 listopada 1999 21:00 | Anglia | 0:1(0:1)Raport | Szkocja · 38' Hutchison | Stadion Wembley, Londyn Widzów: 75 848 Sędzia: Pierluigi Collina |
|                         |        |                |                         |                                                                  |

- Anglia wygrała w dwumeczu 2:1 i awansowała na Euro 2000

| 13 listopada 1999 19:05 | Izrael | 0:5(0:2)Raport | Dania · 2', 34' Tomasson · 66' Tøfting · 68' Jørgensen · 72' Nielsen | Stadion Ramat Gan, Ramat Gan Widzów: 42 000 Sędzia: David Elleray |
|                         |        |                |                                                                      |                                                                   |

| 17 listopada 1999 19:15 | Dania · Sand 4' · Nielsen 14' · Tomasson 64' | 3:0(2:0)Raport | Izrael | Parken, Kopenhaga Widzów: 41 186 Sędzia: Vítor Melo Pereira |
|                         |                                              |                |        |                                                             |

- Dania wygrała w dwumeczu 8:0 i awansowała na Euro 2000

| 13 listopada 1999 19:00 | Słowenia · Zahovič 53' · Ačimovič 84' | 2:1(0:1)Raport | Ukraina · 33' Szewczenko | Centralni Štadion za Bežigradom, Lublana Widzów: 18 000 Sędzia: Urs Meier |
|                         |                                       |                |                          |                                                                           |

| 17 listopada 1999 18:00 | Ukraina · Rebrow 68' (k.) | 1:1(0:0)Raport | Słowenia · 78' Pavlin | Stadion Olimpijski, Kijów Widzów: 52 800 Sędzia: Bernd Heynemann |
|                         |                           |                |                       |                                                                  |

- Słowenia wygrała w dwumeczu 3:2 i awansowała na Euro 2000

| 13 listopada 1999 21:00 | Irlandia · Keane 79' | 1:1(0:0)Raport | Turcja · 83' (k.) Havutçu | Lansdowne Road, Dublin Widzów: 33 610 Sędzia: Anders Frisk |
|                         |                      |                |                           |                                                            |

| 17 listopada 1999 19:00 | Turcja | 0:0(0:0)Raport | Irlandia | Stadion im. Atatürka w Bursie, Bursa Widzów: 19 900 Sędzia: Gilles Veissière |
|                         |        |                |          |                                                                              |

- Turcja zremisowała w dwumeczu 1:1, ale przez zasadę goli wyjazdowych awansowała na Euro 2000.

## Zakwalifikowane zespoły
- Anglia
- Dania
- Słowenia
- Turcja